# 德奥里
德奥里（Deori），是印度恰蒂斯加尔邦Bilaspur县的一个城镇。总人口11636（2001年）。

## 人口
该地2001年总人口11636人，其中男性6036人，女性5600人；0—6岁人口1853人，其中男940人，女913人；识字率62.26%，其中男性为71.77%，女性为52.00%。